# Dovhalivka, Bilohirea
Dovhalivka (în ucraineană Довгалівка) este localitatea de reședință a comunei Dovhalivka din raionul Bilohirea, regiunea Hmelnîțkîi, Ucraina.

## Demografie
Componența lingvistică a localității Dovhalivka
     Ucraineană (99,73%)
     Alte limbi (0,27%)
Conform recensământului din 2001, majoritatea populației localității Dovhalivka era vorbitoare de ucraineană (99,73%), existând în minoritate și vorbitori de alte limbi.